# Feigenanbau in Deutschland

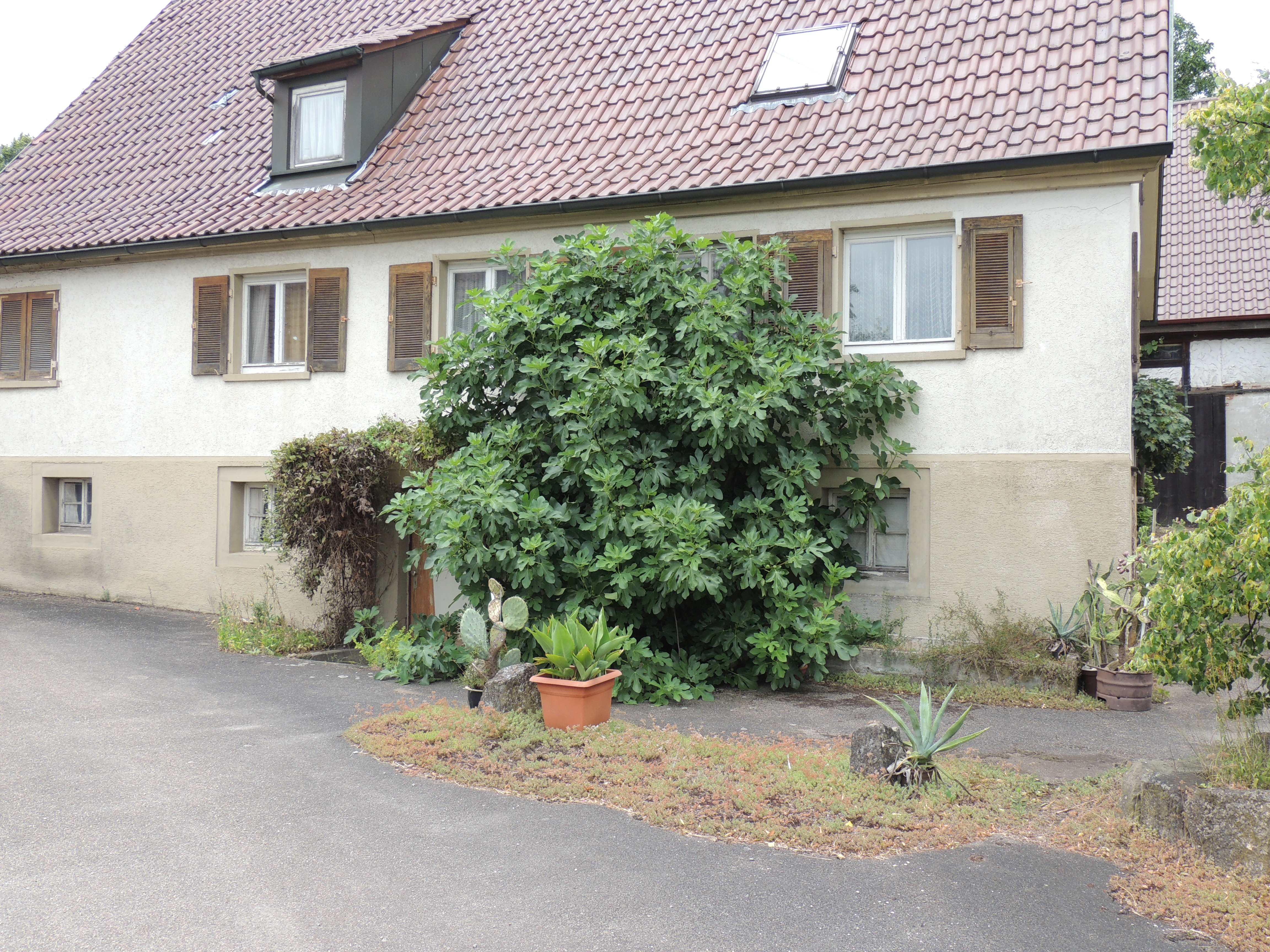
Feige in Obersöllbach in Baden-Württemberg

Weinbaugebiete, in denen Feigenanbau sehr gut möglich ist

Feigenanbau in Deutschland ist im Freiland in geschützten Lagen in Weinbaugebieten, im Ruhrgebiet und am Niederrhein sehr gut möglich. In wintermilden Gebieten an Nord- und Ostsee gedeihen dafür geeignete Sorten. Der Anbau erfolgt durch Liebhaber, normalerweise in Hausgärten und nirgendwo kommerziell. Meist wird die Echte Feige (Ficus carica) angebaut, nur sehr selten die Punjab-Feige (Ficus palmata). Entscheidend für den erfolgreichen Anbau sind Sorten- und Standortwahl.

## Standort
In Deutschland gedeihen Feigenbäume vor allem an Standorten mit sehr günstigem Kleinklima, das man fast ausschließlich im innerörtlichen Bereich an gut geschützten Stellen findet, wie etwa an der Süd- und Westseite geheizter Häuser oder dicker, hoher Mauern, in sonnigen Innenhöfen oder neben dichtgepflanzten Gruppen immergrüner Gehölze.
Möglich ist auch ein Standort direkt an selten zufrierenden Fließgewässern, wie Bächen oder kleinen Flüssen. Vorteilhaft sind auch Hanglagen, in denen im Winter die Kaltluft schnell abfließen kann. Lediglich die Martinsfeige gedeiht in der Pfalz auch in völlig exponierten Lagen außerhalb von geschlossenen Ortschaften, beispielsweise in einem stillgelegten Weinberg, in einer Weise, wie man sie sonst nur aus Südeuropa kennt.

## Sorten

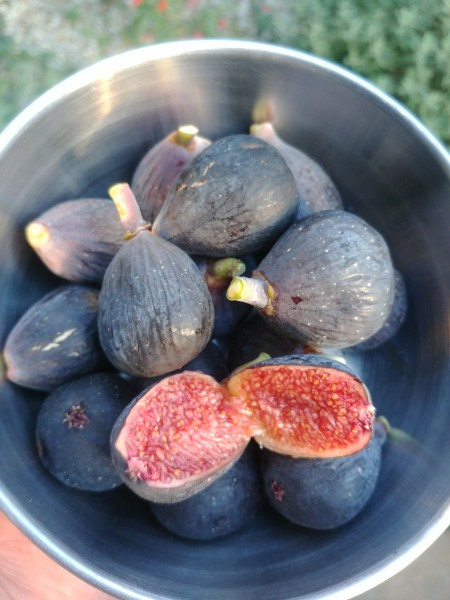
Herbstfeigen der Sorte Negronne.
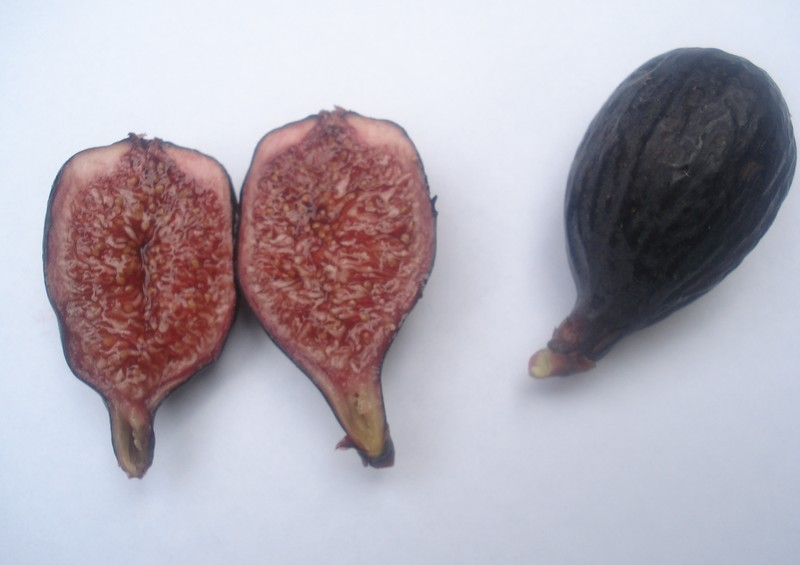
Blühfeigen der Sorte Negronne.
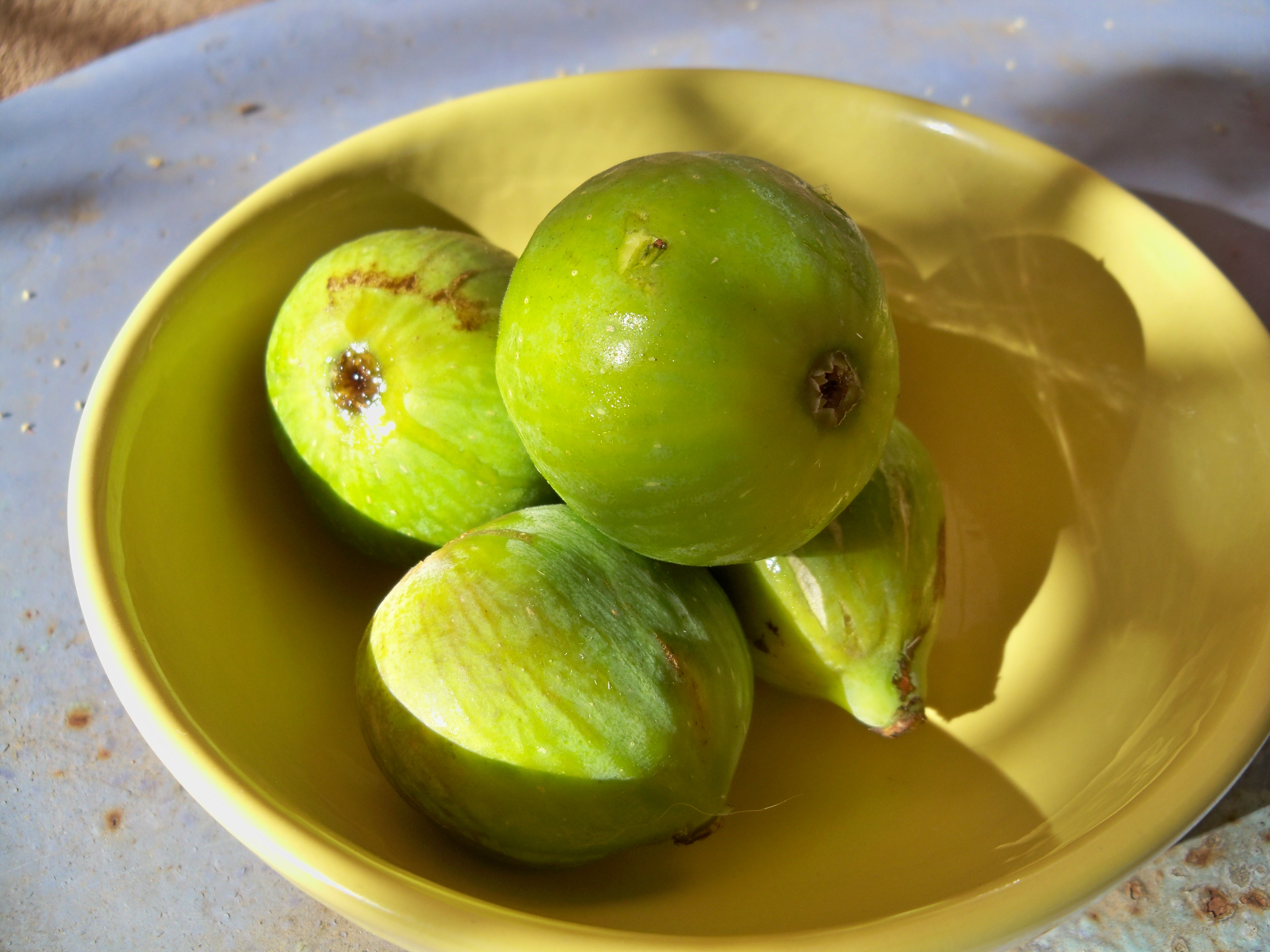
Feigen der Sorte Goldtropfen (Dorée)
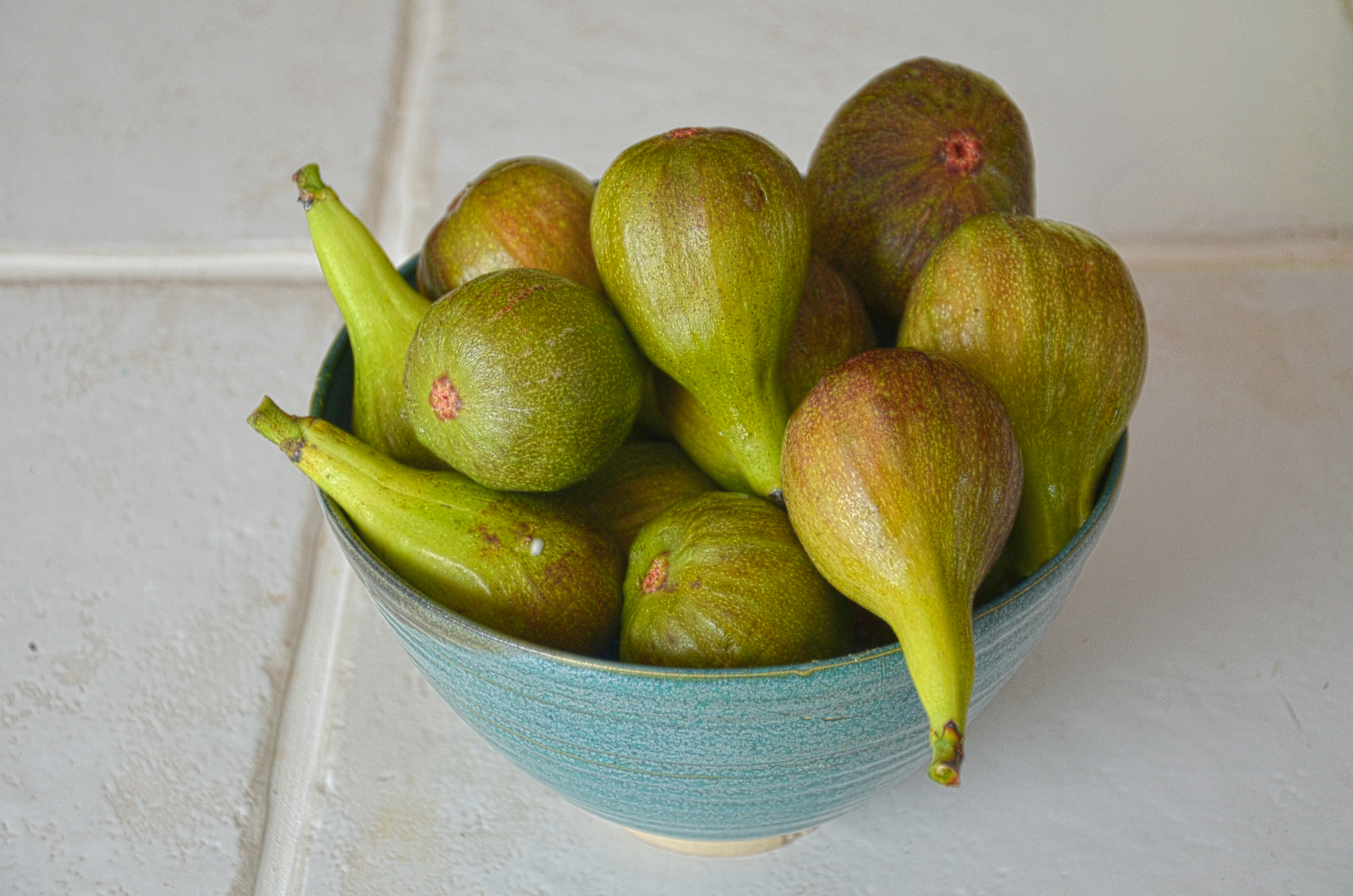
Feigen der Sorte Bananenfeige
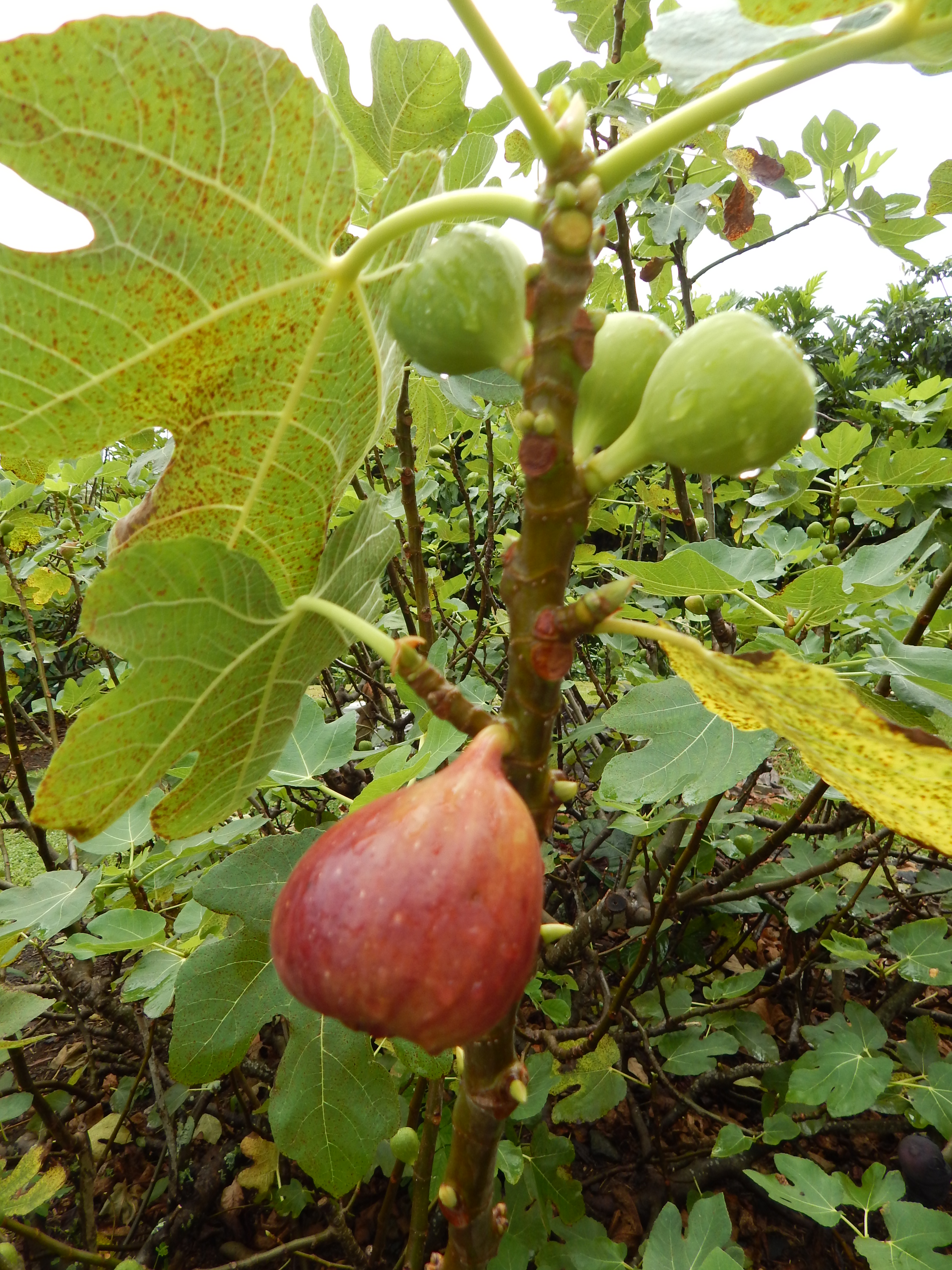
Feige von Brown Turkey am Baum
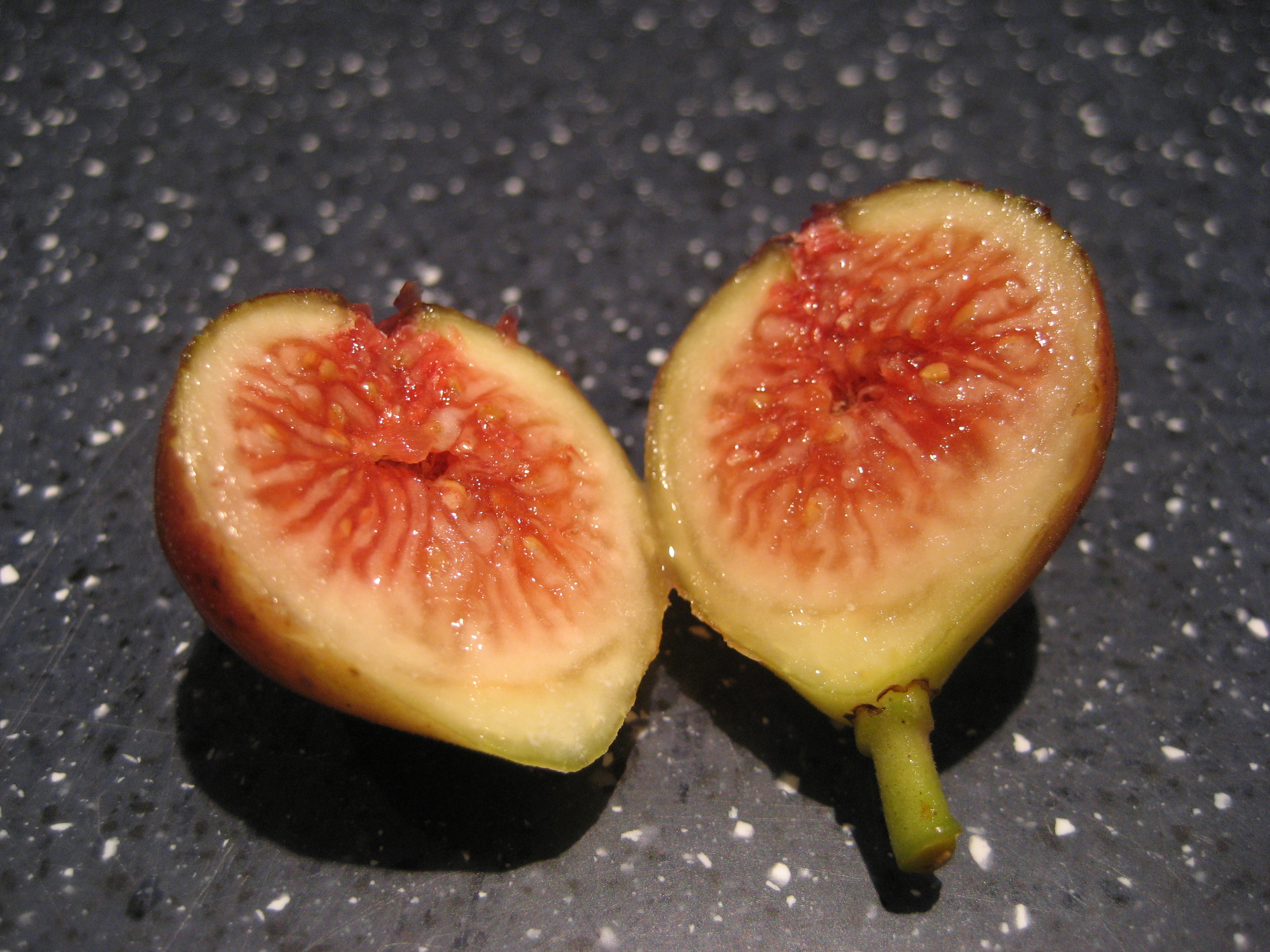
Brown Turkey aufgeschnitten.

| In wärmeren Gebieten Deutschlands relativ winterharte, selbstfruchtbare Feigensorten | In wärmeren Gebieten Deutschlands relativ winterharte, selbstfruchtbare Feigensorten | In wärmeren Gebieten Deutschlands relativ winterharte, selbstfruchtbare Feigensorten | In wärmeren Gebieten Deutschlands relativ winterharte, selbstfruchtbare Feigensorten | In wärmeren Gebieten Deutschlands relativ winterharte, selbstfruchtbare Feigensorten | In wärmeren Gebieten Deutschlands relativ winterharte, selbstfruchtbare Feigensorten | In wärmeren Gebieten Deutschlands relativ winterharte, selbstfruchtbare Feigensorten | In wärmeren Gebieten Deutschlands relativ winterharte, selbstfruchtbare Feigensorten | In wärmeren Gebieten Deutschlands relativ winterharte, selbstfruchtbare Feigensorten |
| Sorte | Winter- härte*                                                                       | Ge- schmack**                                                                        | Wuchs                                                                                | Höhe                                                                                 | Frucht- farbe                                                                        | Frucht- größe Blüh- feige                                                            | Frucht- größe Herbst- feige                                                          | Ertrag                                                                               |
| --- | ------------------------------------------------------------------------------------ | ------------------------------------------------------------------------------------ | ------------------------------------------------------------------------------------ | ------------------------------------------------------------------------------------ | ------------------------------------------------------------------------------------ | ------------------------------------------------------------------------------------ | ------------------------------------------------------------------------------------ | ------------------------------------------------------------------------------------ |
| Bananenfeige | ++                                                                                   | ++                                                                                   | schwach                                                                              | 3 m                                                                                  | gelbgrün                                                                             | 90–100 g                                                                             | 60–70 g                                                                              | hoch***                                                                              |
| Brown Turkey | ++                                                                                   | +                                                                                    | stark                                                                                | 4–6 m                                                                                | braun                                                                                | 50–100 g                                                                             | 30–40 g                                                                              | hoch                                                                                 |
| Brunswick | +++                                                                                  | +++                                                                                  | mittel                                                                               | 5 m                                                                                  | gelbgrün                                                                             | 100–120 g                                                                            | 50–70 g                                                                              | gering                                                                               |
| Dalmatie | ++                                                                                   | +++                                                                                  | schwach                                                                              | 2 m                                                                                  | hellgrün                                                                             | 120–150 g                                                                            | 90–120 g                                                                             | mittel                                                                               |
| Dauphine | +                                                                                    | ++                                                                                   | mittel                                                                               | 3 m                                                                                  | grünbraun                                                                            | 100–120 g                                                                            | 50–70 g                                                                              | hoch                                                                                 |
| Desert King | ++                                                                                   | +++                                                                                  | stark                                                                                | 4 m                                                                                  | grün                                                                                 | 40–50 g                                                                              | keine                                                                                | hoch                                                                                 |
| Goldtropfen | ++                                                                                   | +++                                                                                  | schwach                                                                              | 2–3 m                                                                                | goldgelb                                                                             | 90–100 g                                                                             | 70–80 g                                                                              | mittel                                                                               |
| Madeleine des deux Saisons | ++                                                                                   | +++                                                                                  | mittel                                                                               | 4 m                                                                                  | goldgelb- -braun                                                                     | 100–120 g                                                                            | 70–80 g                                                                              | gering                                                                               |
| Martinsfeige | +++                                                                                  | +++                                                                                  | stark                                                                                | 5 m                                                                                  | schwarz                                                                              | keine                                                                                | 10–15 g                                                                              | mittel                                                                               |
| Negronne | ++                                                                                   | +++                                                                                  | mittel                                                                               | 3 m                                                                                  | schwarz                                                                              | 35–45 g                                                                              | 30–40 g                                                                              | mittel                                                                               |
| Ronde de Bordeaux | ++                                                                                   | +++                                                                                  | stark                                                                                | 3–4 m                                                                                | schwarz                                                                              | (selten) 40–55 g                                                                     | 35–45 g                                                                              | mittel                                                                               |
| Pastilière | ++                                                                                   | +++                                                                                  | schwach                                                                              | 2–3 m                                                                                | blaugrau                                                                             | keine                                                                                | 55–65 g                                                                              | mittel                                                                               |
| Sultane | +                                                                                    | +++                                                                                  | stark                                                                                | 3–5 m                                                                                | schwarz                                                                              | 55–65 g                                                                              | 35–45 g                                                                              | mittel                                                                               |
| * Der Unterschied in der Winterhärte dieser Sorten ist nicht sehr groß; ** Für den Geschmack ist der Reifegrad entscheidend, eine vollreife Feige von Brown Turkey schmeckt besser als eine nicht voll ausgereifte einer sehr gut schmeckenden Sorte; *** in Südeuropa. |                                                                                      |                                                                                      |                                                                                      |                                                                                      |                                                                                      |                                                                                      |                                                                                      |                                                                                      |

Um in Deutschland Feigen zu ernten, muss man Sorten anbauen, die ohne Bestäubung durch die Feigengallwespe (Blastophaga psenes) Früchte tragen, da diese in Deutschland nicht vorkommt. Wenig kälteresistente Sorten aus wärmeren Regionen, die in Deutschland in Kübeln gut gedeihen, da man die Pflanzen im Winter in Räume ohne oder mit nur geringem Frost verbringen kann, tragen keine Früchte, wenn sie auf Feigengallwespen zur Befruchtung angewiesen sind, was bei vielen Sorten aus Südeuropa oder Kalifornien der Fall ist.
Für Deutschland geeignet, weil sie sowohl ausreichend winterhart als auch selbstfruchtbar sind, gelten die Sorten Ronde de Bordeaux, Brown Turkey (Synonyme: Blaue Pfälzer Fruchtfeige, Bornholm), Bananenfeige (Synonym: Longue d'Août genannt), Brunswick, Desert King, Dalmatie, Dauphine, Goldtropfen (Synonyme: Dorée), Madeleine des deux Saisons, Martinsfeige, Negronne, Pastilière und Sultane. Etwas weniger winterhart, jedoch für Weinbaugebiete geeignet ist Dottato.
Für Deutschland geeignet, weil sie sowohl ausreichend winterhart als auch selbstfruchtbar sind, gelten die Sorten Ronde de Bordeaux, Brown Turkey (Synonyme: Blaue Pfälzer Fruchtfeige, Bornholm), Bananenfeige (Synonym: Longue d'Août genannt), Brunswick, Desert King, Dalmatie, Dauphine, Goldtropfen (Synonyme: Dorée), Madeleine des deux Saisons, Martinsfeige, Negronne, Pastilière und Sultane. Etwas weniger winterhart, jedoch für Weinbaugebiete geeignet ist Dottato.
Ronde de Bordeaux ist die beste „allround“-Feige, Brown Turkey wird vor allem wegen des hohen Ertrags angebaut und ist die in Deutschland am weitesten verbreitete Sorte. Brunswick und Madeleine des deux Saisons sind vor allem für ein Klima geeignet, das nicht sehr sonnig und warm ist, wie die wintermilden Gebiete an Nord- und Ostsee. Negronne zeichnet sich durch einen sehr guten und eigentümlichen Geschmack aus, die Martinsfeige dadurch, dass sie winterhärter als alle anderen ist, Dalmatie durch ihre sehr großen Früchte und Pastilière dadurch, dass sie die frühesten Herbstfeigen trägt, die unmittelbar an die späten Blühfeigen von Brown Turkey anschließen. Die Sorte Desert King trägt ausschließlich Blühfeigen und Dauphine als einzige Sorte mehr Blühfeigen als Herbstfeigen.
Von allen oben beschriebenen Sorten gibt es recht alte Exemplare im Südwesten. Auch die Feigensorte Florea (Michurinska-10) aus Bulgarien soll sehr winterhart sein. Weitere, sehr winterharte Sorten sind Hardy Chicago und Osborn Prolific, die beide aus Nordamerika stammen und für deutsches Klima sehr empfehlenswert sind. Entgegen anderslautenden Aussagen mancher Baumschulen ist die dekorative Sorte Ice Crystal nicht sehr winterhart, sie friert auch an sehr günstigen Standorten im Weinbauklima nicht selten bis auf den Wurzelstock zurück. Bei der oft angebotenen Bayernfeige Violetta handelt es sich nicht um eine Sorte, sondern um eine Marke einer bayerischen Gärtnerei. Viele dieser so vermarkteten Feigen sind ebenfalls bei Weitem nicht so winterfest, wie zugesichert.
Es gibt an einigen Standorten in Deutschland gesicherte Vorkommen der Feigengallwespe, siehe Wikipediaeintrag zu Feigengallwespe. Dort können auch nicht selbstfruchtende Feigenarten angebaut werden, wie z. B. Smyrna.
Ansonsten gilt: Feigenbäume unbekannter Sorten, häufig angeboten in Bau- oder Supermärkten, tragen in Deutschland möglicherweise keine Früchte. Sie sind nicht selbstfruchtbar, sind für das hiesige vergleichsweise feuchte, sommerkühle und sonnenarme Klima nicht geeignet oder werden mangels Qualität in Südeuropa lediglich als Viehfutter angebaut. Bei angeblichen Neuzüchtungen handelt es sich unter Umständen um bekannte Sorten, die für einen teureren Verkauf umbenannt wurden. Sortenzüchtung bei Feigen ist ein aufwendiges Unterfangen, das von Baumschulen oder Gärtnereien nicht ohne Weiteres nebenher betrieben werden kann. Bisher wurde systematische Feigenzucht ausschließlich in den USA betrieben.

## Winterhärte
Keine Feigensorte ist in Deutschland völlig winterhart, das heißt, dass so gut wie überall früher oder später einmal mit Frostschäden zu rechnen ist, vielleicht mit Ausnahme von Standorten mit sehr günstigem Kleinklima in der Mitte einer Großstadt in der Winterhärtezone 8a wie zum Beispiel Köln. Es gibt jedoch Sorten, die bei geeignetem Standort und entsprechender Pflege in den wärmeren Gebieten Deutschlands für die Freilandkultur ausreichend winterhart sind. Die Winterhärte Echter Feigen ist stark von der jeweiligen Sorte abhängig.
Es gibt eingeführte Feigensorten – dazu gehören die meisten oben beschriebenen Sorten – die normalerweise bis −15 °C und je nach Wetterlage auch kurzzeitig bis etwa −20 °C ertragen können. Nach Pierre Baud liegt die kritische Temperatur für an sich sehr winterharte Feigenbäume bei etwa −16 °C bis −18 °C, jedoch können je nach den Umständen Feigenbäume schon bei −12 °C erfrieren oder aber −22 °C aushalten.
Bei Frostschäden sind oft nur die dünneren Zweige betroffen, bei stärkeren Schäden zuerst dickere Zweige und Äste, dann der obere Stamm und nur bei extremem Frost der gesamte Stamm. Der Wurzelstock überlebt fast immer und treibt dann normalerweise wieder aus. Meist regenerieren sich Feigenbäume nach Frostschäden wieder relativ schnell und tragen oft schon im Sommer direkt nach den Frostschäden, selbst wenn diese sehr stark waren.
Ein Frostschutz durch Mulch, Tannen-Reisig oder ähnliches am Boden und durch Einpacken der ganzen Pflanze oder zumindest des Stamms mit Schilfrohrmatten, Gartenvlies oder Stroh ist in Mitteleuropa sehr hilfreich, um Frostschäden zu verhüten oder zu minimieren, jedoch je nach Standort nicht unbedingt nötig.

## Anbauregionen

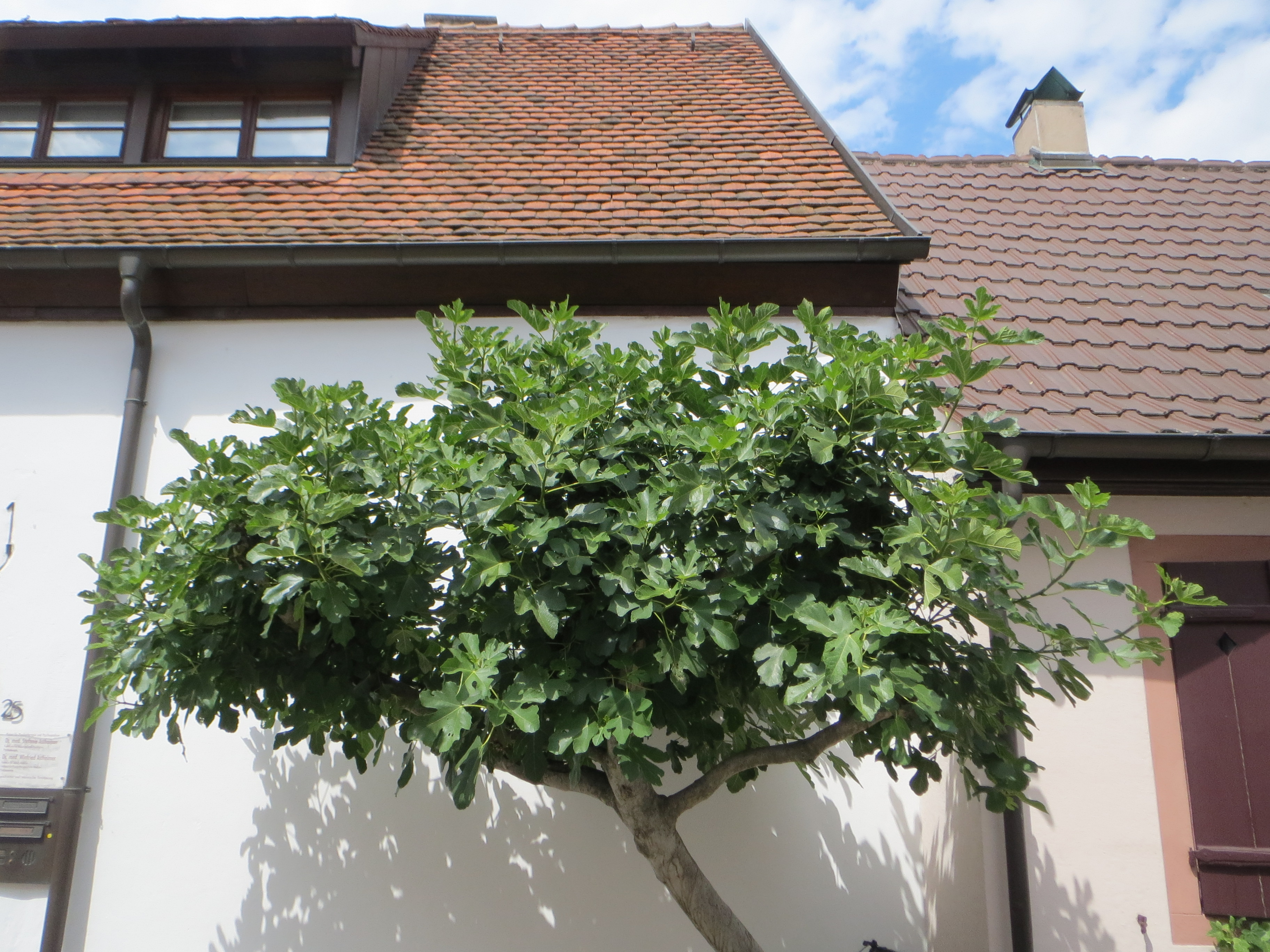
Feigenbaum in Speyer.

Für den Anbau von Echten Feigen eignen sich vor allem Gebiete der Winterhärtezonen 8a und 7b. Gemäß langjähriger Erfahrungen gedeihen und fruchten Feigenbäume bei entsprechendem Kleinklima sehr gut im Weinanbaugebiet Pfalz an der Deutschen Weinstraße, an der Bergstraße und im Breisgau, aber auch insgesamt in der Oberrheinebene, am Unterlauf des Mains, sowie am Niederrhein und im Ruhrgebiet. Städte wie Mannheim, Mainz, Koblenz und Köln haben sich ebenfalls als sehr geeignet erwiesen. Auch im Dresdner Elbtal und auf Helgoland gedeihen Feigenbäume. Entlang der Nordseeküste sind zwar die Wintertemperaturen weniger ein Problem, es fehlt jedoch im Sommer oft an ausreichender Sonne und Wärme. Zu den Sorten, die noch am ehesten an solche norddeutschen Klimaverhältnisse angepasst sind, gehören die Sorten Brunswick und Madeleine de deux Saisons.
Weitere deutschsprachige Gebiete, in denen Feigen gut gedeihen, sind der Raum um Wien, Teile Südtirols und ein Gebietsstreifen in der Schweiz, der den Bodensee mit dem Genfersee verbindet sowie die südlichsten Teile im Tessins um den Lago Maggiore und den Luganersee. In der näheren Umgebung dieser schweizerischen Seen sind die Bedingungen sogar ausgezeichnet.
Vor allem die Pfalz hat sich zur Heimat vieler Feigenbäume entwickelt, Schätzungen gehen von etwa 50.000 Feigenbäumen in der Pfalz aus. Der bekannte pfälzische Weinort Deidesheim präsentiert sich heute als ein Ort exotischer Gewächse, darunter auch sehr viele Feigenbäume, die überall im Ort wachsen. Bereits im Jahre 1908 ließ der damalige Bürgermeister Ludwig Bassermann-Jordan eine Feigengasse anlegen, in der bis heute viele Feigenbäume wachsen. Mehrere pfälzische Gasthäuser bieten Gerichte aus einheimischen frischen Feigen an. Nicht zuletzt um die Versorgung der Gastwirte mit frischen Feigen zu gewährleisten, wurde in der Pfalz eine eigene Feigenbörse eingerichtet. Um den steigenden Bedarf an geeigneten winterharten Feigenbäumen zu decken, gibt es in der nahen Kurpfalz sogar eine Spezialgärtnerei für Feigen.

## Reife und Ernte
Bei Feigen ist der richtige Zeitpunkt für die Ernte von großer Wichtigkeit, weil Feigen nach der Ernte nicht mehr nachreifen. Man muss deshalb die Feigen solange am Baum belassen, bis der gewünschte Reifegrad erreicht ist, denn nur vollreife Feigen entfalten ihr ganzes Aroma und ihre volle Süße. Das wichtigste Zeichen der Reife ist das Weichwerden der Früchte, das meist mit einer sprunghaften Größenzunahme einhergeht. Eine Feige ist reif, wenn das Fruchtfleisch nach leichtem Zusammendrücken nicht wieder gummiballartig in die alte Form zurückschnellt, sondern leicht verformt zurückbleibt.
Bei blauen, braunen und rötlichen Feigensorten ist die Umfärbung ein erstes Zeichen für die beginnende Reife. Zur Vollreife, die erst den vollen Geschmack zur Geltung kommen lässt, reicht die Umfärbung aber normalerweise noch nicht aus. Etliche Feigensorten zeigen die Vollreife durch die Bildung kleiner Risse in der Fruchthaut an, besonders um das kleine Loch an der Spitze der Feige, das Ostiolum, herum. Manche Sorten neigen sogar zu einem völligen Aufreißen der Frucht. Typisch für die Vollreife ist auch, dass die Fruchthaut ihre Straffheit verliert und teilweise einsinkt, wobei die ganze Frucht weich wird. Bei Feigen, die bei Vollreife gelb oder grünlich sind, entstehen nicht selten dunklere Stellen, die die Vollreife anzeigen.
Feigenbäume bringen in Deutschland, je nach Sorte, ein bis zwei Ernten pro Jahr. Der erste Feigengeneration, die sogenannten Blühfeigen, reift in Deutschland normalerweise von Juni bis August, mit Schwerpunkt im Juli, die zweite Feigengeneration, die Herbstfeigen, normalerweise von August bis in den November hinein, mit Schwerpunkt im September und Oktober. Nicht selten kommt ein Teil der Herbstfeigen in Deutschland nicht mehr zur Reife. Im Freiland überleben nicht ausgereifte Herbstfeigen normalerweise den Winter nicht, bei der Kultur in Töpfen, die man im Winter in wärmere Räume bringt, ist es jedoch durchaus möglich, dass diese Feigen im darauffolgenden Frühling reif werden. Zwischen Blühfeigen und Herbstfeigen einer Feigensorte gibt es in der Regel eine Lücke von drei bis vier Wochen. An die Blühfeigen sehr später Sorten schließen sich die Herbstfeigen sehr früher Sorten jedoch direkt an.
Reife Feigen lassen sich oft nicht vom Baum lösen, ohne die Frucht zu verletzen. Nicht selten reißt dabei der Stiel oder sogar der obere Teil der Frucht ab, weshalb die Ernte mit einer Rebschere oder einem Messer vorteilhaft ist. Bei der Ernte tritt oft der Milchsaft des Feigenbaums, die Feigenmilch, aus, die bei manchen Menschen, die dafür empfindlich sind, zu Hautreizungen führt. In diesem Fall sind Handschuhe bei der Ernte anzuraten.

## Schnitt
Feigenbäume tragen auch ohne Schnitt Früchte, weshalb ein Schnitt nicht unbedingt notwendig ist. Der Schnitt erlaubt es jedoch, den Baum zu formen, etwa um ihn in der Höhe zu begrenzen oder um ihm eine möglichst günstige Form zu geben. Je nach Sorte ist ein Auslichtungsschnitt notwendig, damit alle Teile des Baumes auch gut belichtet werden. Bei strikt nach oben strebenden Sorten, wie Sultane oder Desert King, empfiehlt sich ein Rückschnitt des Mitteltriebs, damit der Baum sich besser verzweigt und nicht zu schnell zu hoch wird.
Normalerweise vertragen Feigen den Schnitt sehr gut, Voraussetzung ist jedoch, dass nicht im Winter, sondern erst im Frühjahr, wenn keine starken Fröste mehr drohen, geschnitten wird. Es empfiehlt sich so viel zu schneiden, dass das Triebwachstum weder zu stark noch zu schwach ist, wobei Trieblängen zwischen 20 und 70 cm vorteilhaft sind. Ein jährlicher, mäßig starker Schnitt ist einem Radikalschnitt alle paar Jahre vorzuziehen.
Sorten, die nur Herbstfeigen bilden, tragen auch nach stärkerem Rückschnitt sehr gut, wohingegen Sorten die Blühfeigen bilden, genügend einjährigen Triebe aus dem Vorjahr für den Ansatz von Blühfeigen benötigen. Ein starker Rückschnitt kann deshalb zu weniger Blühfeigen führen. Zudem führt ein starker Rückschnitt zu einem etwas späteren Reifen der Herbstfeigen, die dann aber insgesamt über einen längeren Zeitraum reifen. Leider führt dies auch oft dazu, dass viele Herbstfeigen nicht mehr ausreifen. Auch ein Sommerschnitt während der Vegetationszeit, der normalerweise nach der Reife der Blühfeigen erfolgt, ist möglich und wird normalerweise gut vertragen.
Das Pinzieren von Trieben im Juni, Juli und August fördert den Fruchtansatz, der durch das Pinzieren auch früher erfolgt.

## Vermehrung

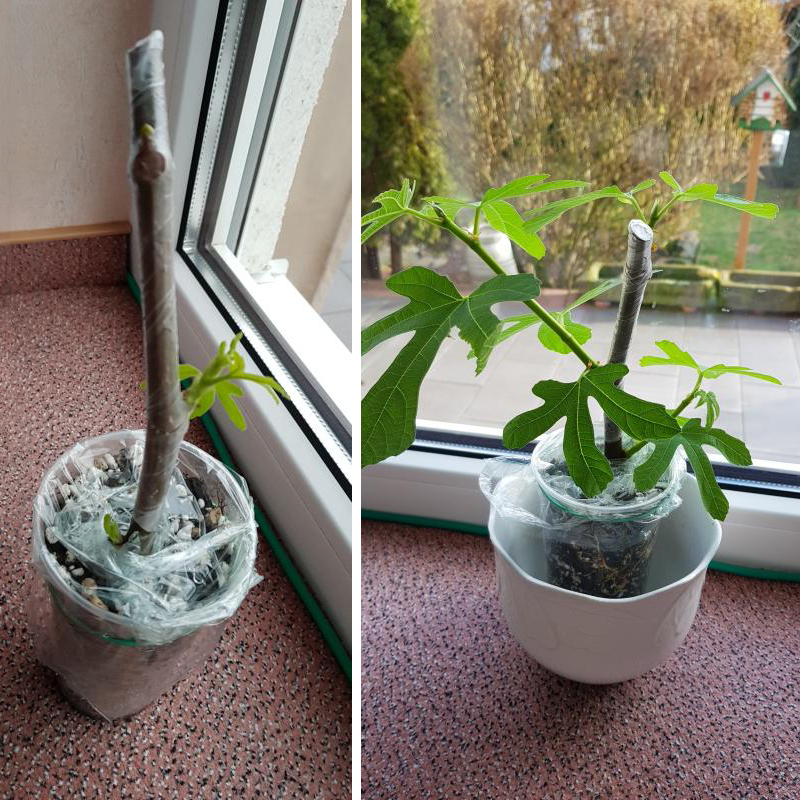
Steckholz der Feigensorte Ronde de Bordeaux 24 und 46 Tage nach Eintopfung

Hausfeigen lassen sich relativ einfach durch Steckhölzer und Stecklinge vermehren, da diese leicht bewurzeln. Man kann beispielsweise etwa 2 bis 5 Internodien oder etwa 25 cm lange Steckhölzer in der Winterruhe schneiden und dann so in die Erde einbringen, dass nur die letzte Knospe herausragt.
Man kann die Steckhölzer auch in einen Plastikkasten legen, das untere Ende mit feuchtem Kokossubstrat bedecken und den Kasten dann in einem warmen Zimmer so hinstellen, dass das obere Ende der Steckhölzer wesentlich höher liegt als das untere Ende. Das Kokossubstrat muss feucht, jedoch nicht nass sein, außerdem ist regelmäßiges Lüften gegen Schimmelbildung wichtig.
Sobald die Steckhölzer rundherum ein bis zwei cm lange Wurzeln gebildet haben, sollte man sie einzeln eintopfen, wobei die Erde frei von Trauermückenlarven sein sollte, da diese die Wurzeln abfressen.
Dormanz ist bei Feigen nur schwach ausgeprägt, so das Feigensteckhölzer, auch wenn sie gleich nach Blattfall geschnitten werden, problemlos unmittelbar danach Wurzeln bilden und austreiben können. Auch eine Vermehrung durch Stecklinge im Sommer ist möglich. Eine sehr einfach Art der Vermehrung ist mittels Wurzelschösslingen, die man recht einfach von der Mutterpflanze trennen kann.
Eine Vermehrung durch Samen ist zwar möglich, es ist jedoch davon abzuraten, weil Hausfeigensorten, wie fast alle Obstsorten, auf ihre Brauchbarkeit selektierte Klone sind, die durch geschlechtliche Vermehrung die verschiedensten Pflanzen-Individuen erzeugen, von denen die allermeisten jedoch wesentlich schlechtere Eigenschaften haben als die Elternsorten. Das Gleiche gilt für Zufallssämlinge.

## Veredelung
Im Feigenanbau ist auch Veredelung möglich, wird jedoch kaum zur Vermehrung genutzt, da Feigensteckhölzer sehr gut Wurzeln bilden. Wenn man jedoch einen schon ausgewachsenen Feigenbaum hat, der keine gut schmeckenden Früchte trägt oder der nur so spät im Jahr trägt, dass die meisten Feigen nicht mehr reif werden, ist eine Umveredelung mit einer besseren Sorte durchaus eine Option. Auch ist es möglich mehrere Feigensorten auf einen Baum zu veredeln, so dass man beispielsweise durch verschiedene Sorten an einem Baum (beispielsweise Brunswick, Desert King, Brown Turkey, Pastilière und Ronde de Bordeaux) ununterbrochen von Ende Juni bis in den September hinein Feigen ernten kann.
Das Okulieren von Feigen ist einfacher als bei vielen anderen Pflanzenarten, da sowohl das auszuschneidende Auge als auch der aufnehmende Zweig größer als bei anderen Arten ist. Die Okulation ist oft schon im Juni möglich und führt meist zu einem Austrieb des Auges noch im Sommer der Veredelung und nicht erst im folgenden Jahr.

## Schädlinge und Krankheiten

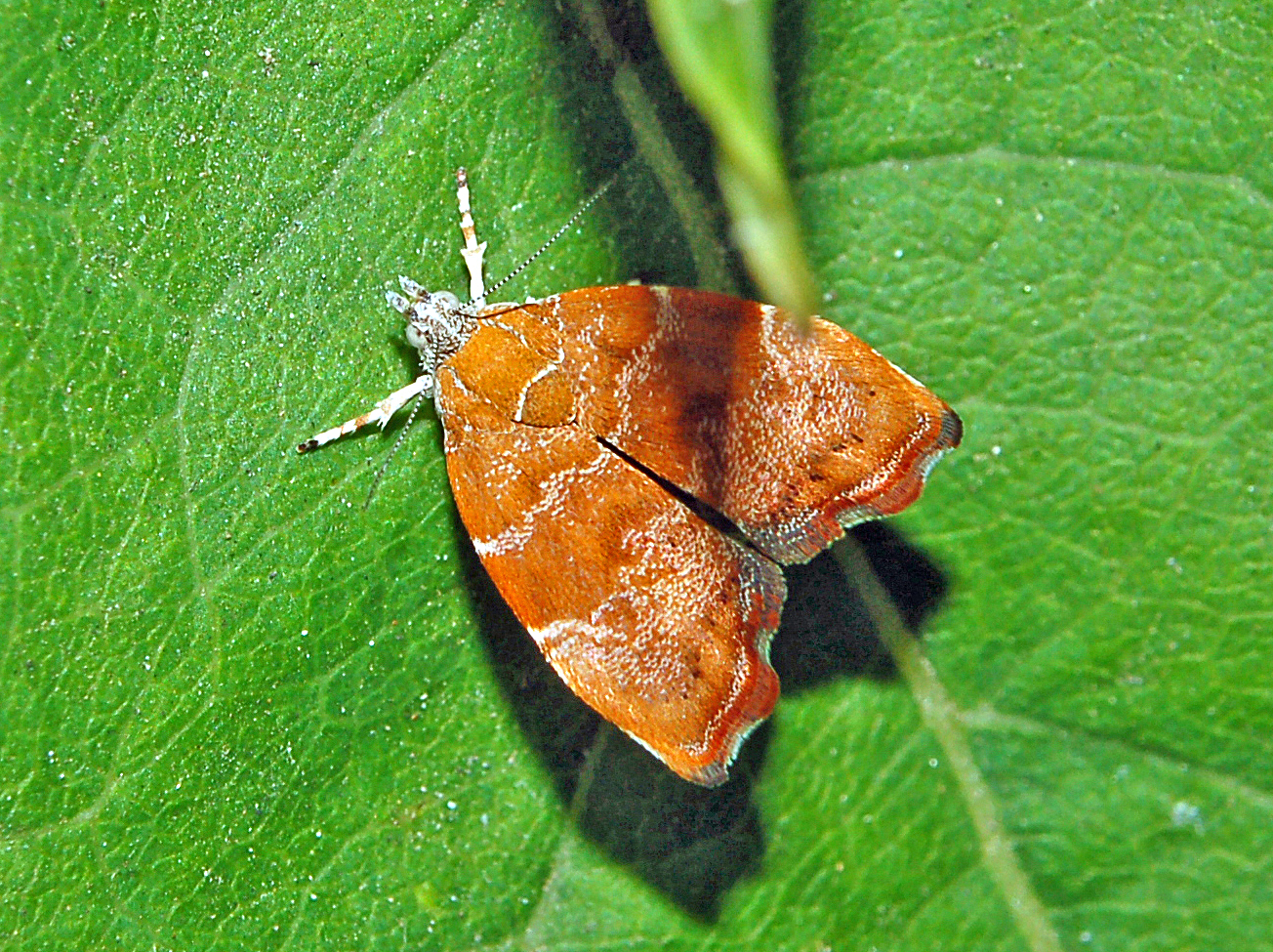
Imago des Feigen-Spreizflügelfalters (Choreutis nemorana)

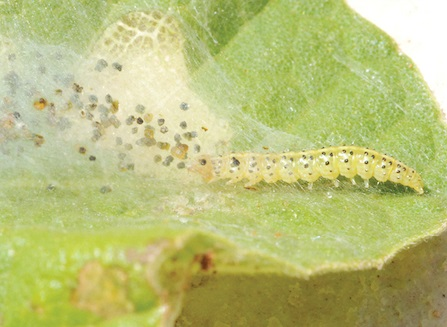
Typisches Gespinst des Feigen-Spreizflügelfalters

Schädlinge und Krankheiten spielen beim Feigenanbau in Deutschland keine große Rolle. In Regionen im Südwesten, wo es relativ viele Feigenbäume gibt, ist der Feigen-Spreizflügelfalter eingeschleppt, der seine Eier in ein weißes Gespinst ablegt, in dem sich auch die Raupen entwickeln. Er schädigt die Blätter der Feige und verursacht neben Fraßstellen auch Verkrümmungen und Verfärbungen. Es kommt aber normalerweise nicht zu einer größeren Schädigung der Pflanze und der Früchte. Man kann meist durch Absammeln der Raupen und Puppen die Population auf ein kaum schädigendes Maß beschränken.
Ein weiterer Schädling ist der Feigenblattsauger (Homotoma ficus), der jedoch erst seit 2014/2015 vermehrt in Deutschland auftritt. Blattläuse treten zwar ab und zu an Feigenbäumen auf, können sich dort aber normalerweise nicht gut vermehren, weshalb es kaum je zu einem schädigenden Befall kommt. Ebenfalls den Feigenbaum schädigen kann das Feigen-Mosaikvirus, mit dem fast alle Feigenbäume infiziert sind, das jedoch nur unter Stressbedingungen hervortritt.